# ZAVNOH
Con l'acronimo ZAVNOH (dal croato: Zemaljsko antifašističko vijeće narodnog oslobođenja Hrvatske) si indica il Consiglio antifascista territoriale di liberazione popolare della Croazia, il più alto organo di governo partigiano della Croazia di cui rappresentava le forze di resistenza all'interno dell'AVNOJ.